# 恩地祥光
恩地 祥光（おんじ よしみつ、1954年11月1日 - ）は、大阪市出身の実業家。株式会社レコフ元代表取締役社長。Ｍ＆Ａキャピタルパートナーズ株式会社元取締役。有限会社オズ・コーポレーション代表。東京建物株式会社・日本調剤株式会社・相鉄ホールディングス株式会社の社外取締役。

## 来歴・人物
1977年、同志社大学法学部法律学科卒。同年4月株式会社ダイエー入社、元福岡ダイエーホークス球団代表瀬戸山隆三氏は同期。中内㓛氏秘書、経営企画本部長、総合企画室長等を経て、1998年レコフグループ入り。2002年から常務執行役員、2007年より取締役兼主席執行役員、2008年よりCOO、2010年より代表取締役社長兼CEO、2016年10月より代表取締役会長。同年12月よりＭ＆Ａキャピタルパートナーズ株式会社取締役も兼務。

## 業績

### ダイエー時代
三宮店勤務、健康保険組合出向を経て1982年より中内㓛社長の随行秘書として4年間務める。1986年からは、中内潤氏(中内㓛氏の長男)の専務取締役就任に伴い東京にて潤専務の秘書となる。その後、事業企画室に転じ1992年のリクルート買収の際に中心的な役割を果たす。1994年に経営企画本部長に就任、全米を代表するハワイのショッピングセンターであるアラモアナセンター買収に携わる。アラモアナセンターについては、ダイエーは1981年に60％を取得していたが、実は経営権は40％保有のジェネラルパートナーであった米国保険会社エクイタブル社が握っていた。
リミテッドパートナーであったダイエーは、核テナントの誘致などの大規模な投資について全く意見を言う権利がなく、配当もまずエクイタブル社が優先的に40％を受け取ったあとの“残りかす”を受け取る権利しかなかった。そうした中で、ある手法を用いてエクイタブル社から経営権つきの40％を取得することに成功した。このあたりの経緯は著書「中内㓛のかばん持ち」に詳しく書かれている。他には、米国ワーナー・ブラザース社との合弁事業「ワーナーブラザーズ・スタジオストア」の立ち上げ、ハワイの「クレイジーシャツ」や自然派ボディケア商品の草分けである「クラブツリー&イヴリン」の日本での販売権取得、丸紅との業務提携の一環としてガソリンスタンド事業をダイエーの店舗で展開する「DMガスステーション」の立ち上げ、ローソンの上海進出、銀座カネボウビル（現シャネルの旗艦店舗）買収等数々のM&Aや事業開発に携わる。一方経営企画本部長として、創業以来初の業態別カンパニー制の導入、ローソンを始めとする関連会社上場プロジェクトリーダーも務めた。
1998年、消費者金融事業の関連会社「ディックファイナンス」を米国アソシエイツ・ファーストキャピタルコーポレーション（後にシティグループ入り）に885億円で売却する案件を成立させ、ダイエーを退職した。

### レコフ時代
流通企業の統合案件や買収案件、複数の大型ホテル案件をはじめとして、ほかにもIT・通信・ネット、人材派遣、食品、運輸等の多岐にわたる業界を横断的にカバーし、数多くのM&A案件を成立させている。
数少ない事業会社出身のM&A助言会社の社長として、レコフの創業の精神である「経営者の思いを忖度する」という理念を継承しつつ案件に取り組んでいる。　2016年10月に、創業者である吉田允昭が100％保有していたレコフ株式のＭ＆Ａキャピタルパートナーズ株式会社への売却を成立させ、代表取締役会長に就任した。（2017年9月末日に退任）

レコフ退任後
有限会社オズ・コーポレーション代表として、M&Aアドバイザー及び経営コンサルタントとして活動中。
また以下の社外役員に就任している。
2018年3月　東京建物株式会社 社外取締役就任
2018年6月　日本調剤株式会社 社外取締役就任
2019年12月　UNITED FOODS INTERNATIONAL株式会社 社外監査役就任
2020年6月　相鉄ホールディングス株式会社 社外取締役就任

## 著書
- 『中内㓛のかばん持ち』　プレジデント社　2013年
- 『経営の焦点』　プレジデント社　2016年